# 梅桑峰
梅桑峰（英語：Messent Peak），是南極洲的山峰，位於帕爾默地，處於布羅迪峰以西1.1公里和卡斯特羅山西南面9公里，屬於布里斯特利峰的一部分，在1977年由美國南極名稱諮詢委員命名，現時由南極條約體系管理。